# Sedlec (okres České Budějovice)
Sedlec je obec ležící v okrese České Budějovice, kraj Jihočeský, zhruba 18 km severozápadně od Českých Budějovic, při silnici I/20, která spojuje toto krajské město a Vodňany. Žije zde 527 obyvatel.

## Historie
Ves na současném místě vznikla někdy v průběhu 13. století. Od roku 1850 je Sedlec samostatnou obcí. V letech 1943–1945 byly k obci připojeny vesnice Hlavatce a Lékařova Lhota, opět byly připojeny od roku 1960. V roce 1963 byly připojeny osady Malé Chrášťany, Vlhlavy a Plástovice. V roce 1990 se Hlavatce osamostatnily.

## Místní části
Obec Sedlec se skládá z pěti částí na pěti katastrálních územích.
- Sedlec (k. ú. Sedlec u Českých Budějovic)
- Lékařova Lhota (i název k. ú.)
- Malé Chrášťany (i název k. ú.)
- Plástovice (i název k. ú.)
- Vlhlavy (i název k. ú.)

## Pamětihodnosti

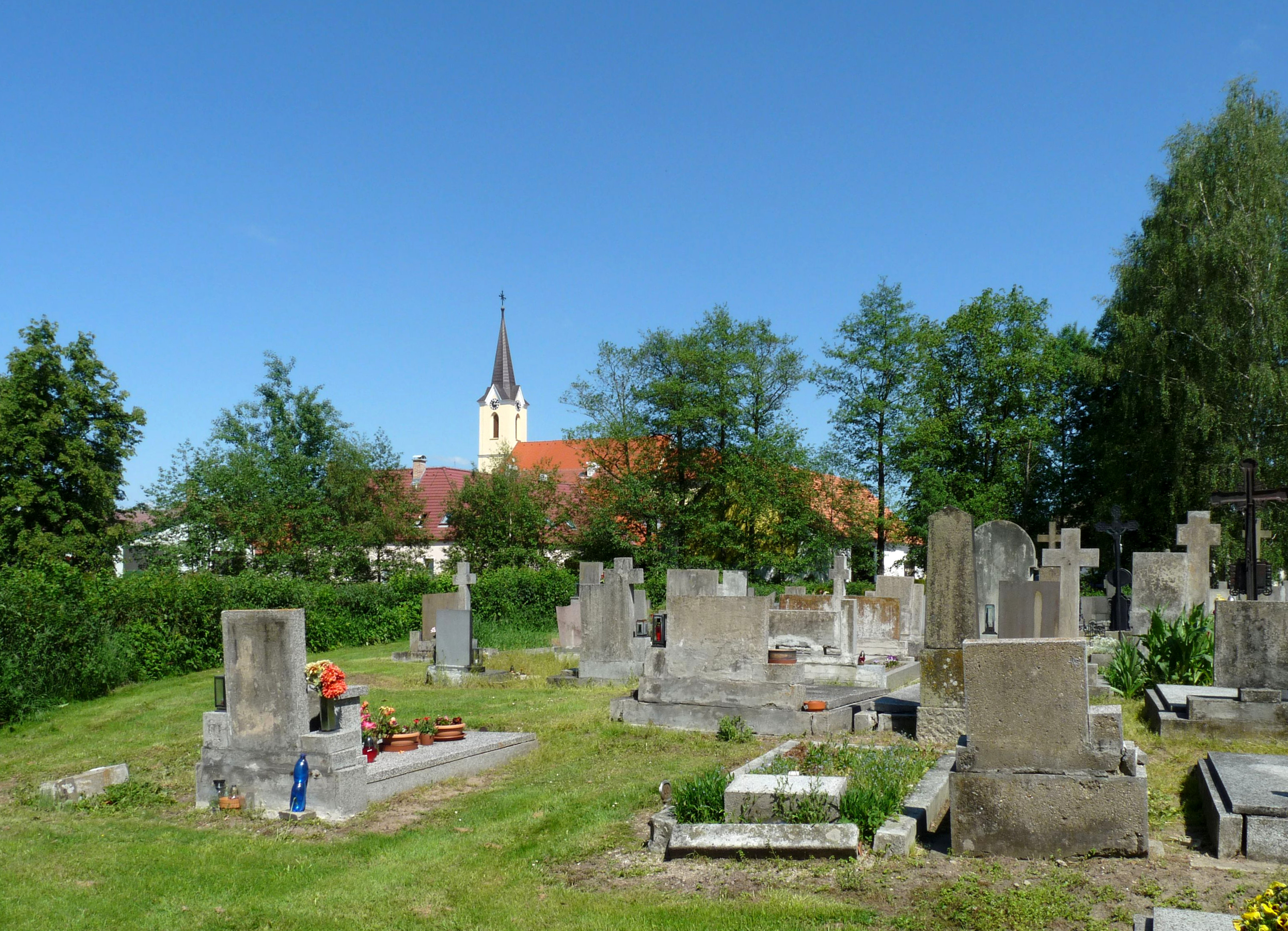
Pohled ke kostelu přes hřbitov na tvrzišti

- Kostel sv. Jana Nepomuckého, pseudogotický z let 1860 až 1868
- Výklenková kaplička Nejsvětější Trojice, barokní ze druhé poloviny 18. století, jihovýchodně od vsi
- Po původním lidovém stavitelství, typickém pro oblast Zbudovských Blat přímo v Sedlci mnoho nezbylo, místní části Malé Chrášťany a Plástovice jsou však od roku 1995 prohlášeny památkovou rezervací lidové architektury.
- Dub v Sedlci, památný 29 m vysoký dub letní na vnější straně severní strany hráze Dvorského rybníka.

## Blata
Sedlec a další obce (zejména Plástovice) se nachází na takzvaných blatech – dnes již vysušených mokřadech. Stále však jde o velice vzácný biom, který je hnízdištěm mnoha vzácných ptáků, ale též i jiných živočichů a rostlin. Také proto byla oblast blat zahrnuta do chráněné oblasti Natura 2000.